# Ekopark Hornsö

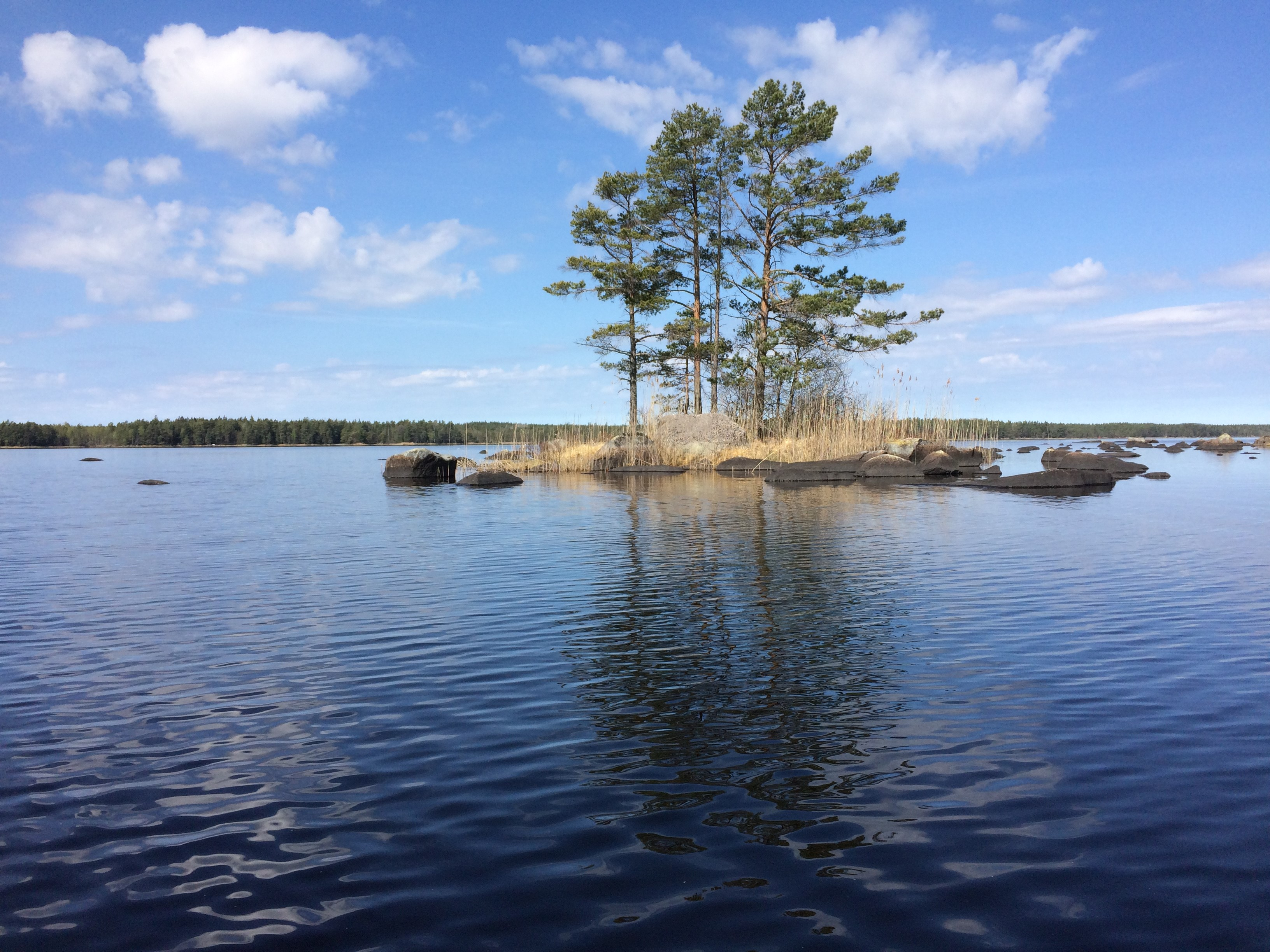
Sjön Allgunnen

Ekopark Hornsö är en svensk ekopark i Nybro och Högsby kommuner i Kalmar län. Den är en av Sveaskogs största ekoparker. Ekoparken, som invigdes 2004, uppgår till totalt 9 242 hektar skogsmark, varav 8 233 hektar är produktiv skogsmark (89 %). Övriga ägoslag är bergimpediment (1 %), myrimpediment (4 %), inägomark (1 %). 
I ekoparken finns också flera stora sjöar och vattendrag, bland andra Allgunnen, Åsjön, Hultsnäsesjön, Barnebosjön och Alsterån.
I ekoparken finns flera naturreservat:
- Allgunnen (2 263 hektar, varav 1 361 hektar mark)
- Ledegöl (7 hektar)
- Bokhultet (14 hektar)
- Flasgölerum (339 hektar, varav 299 hektar mark)
- Nya Rumshorvavägen (2 hektar)
- Getebro (243 hektar, varav 136 hektar mark)
- Danmarksvägen (6 hektar)

Hornsö domineras av tallskog, varav delar är brandpräglade tallnaturskogar. Dessa senare har gett en rikedom av vedlevande skalbaggar. Intressanta arter är raggbock och igelkottstaggsvamp.
Hornsö pekades ut i Skogsutredningen 2019:s betänkande som en blivande nationalpark.

## Svart stork i Sverige
Ekopark Hornsö anses ha speciellt goda förutsättningar för att återintroducera svart storken i Sverige.